# Cantón de Bray-sur-Seine
El cantón de Bray-sur-Seine era una división administrativa francesa, que estaba situada en el departamento de Sena y Marne y la región de Isla de Francia.

## Composición
El cantón estaba formado por veintitrés comunas:
- Baby
- Balloy
- Bazoches-lès-Bray
- Bray-sur-Seine
- Chalmaison
- Everly
- Fontaine-Fourches
- Gouaix
- Gravon
- Grisy-sur-Seine
- Hermé
- Jaulnes
- La Tombe
- Les Ormes-sur-Voulzie
- Montigny-le-Guesdier
- Mousseaux-lès-Bray
- Mouy-sur-Seine
- Noyen-sur-Seine
- Passy-sur-Seine
- Saint-Sauveur-lès-Bray
- Villenauxe-la-Petite
- Villiers-sur-Seine
- Villuis

## Supresión del cantón de Bray-sur-Seine
En aplicación del Decreto nº 2014-186 de 18 de febrero de 2014, el cantón de Bray-sur-Seine fue suprimido el 22 de marzo de 2015 y sus 23 comunas pasaron a formar parte del nuevo cantón de Provins.